# Neoseiulus thwaitei
Neoseiulus thwaitei är en spindeldjursart som först beskrevs av Schicha 1977.  Neoseiulus thwaitei ingår i släktet Neoseiulus och familjen Phytoseiidae. Inga underarter finns listade i Catalogue of Life.